# Bloch MB.210
Блох MB.210 (фр. Bloch MB.210) — двомоторний нічний середній бомбардувальник виробництва французької авіакомпанії Bloch. Розроблявся за завданням французьких ВМС на новий торпедоносець, але натомість був прийнятий на озброєння ВПС Франції.

## Історія створення

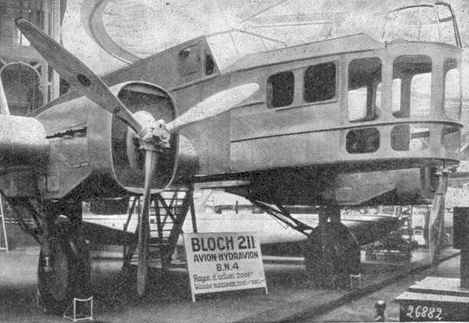
Варіант MB.211

MB.210 розроблявся з 1932 року паралельно з MB.200, тільки за замовленням ВМС на торпедоносець-бомбардувальник берегового базування. В цілому MB.210 був схожий на MB.200, теж характерні прямокутний фюзеляж і крила товстого профілю, але був низькопланом з дещо довшим фюзеляжем. Також верхня і нижня турель були зроблені висувними. Перший прототип MB.210.01 оснащувався двигунами Gnome-Rhône GR 14Kdrs/Kgrs і фіксованим шасі, випробування почались 23 листопада 1934 року.
Наступний прототип MB.211.01 вже мав шасі, яке прибиралось, і двигуни Hispano-Suiza HS 12Y потужністю 860 к.с. Випробування проходили в цілому успішно, зокрема MB.210.01 також випробовувався на поплавковому шасі, але ВМС не прийняли літак на озброєння. Натомість ним зацікавились ВПС. Серійний літак мав мати висувне шасі, як в другому прототипі, але двигуни Gnome-Rhône, щоправда потужніші GR 14Kirs/Kjrs. Згодом під час експлуатації двигуни було замінено на 14N10/11. Загалом з грудня 1935 року до квітня 1939 року було виготовлено 257 MB.210.

## Історія використання

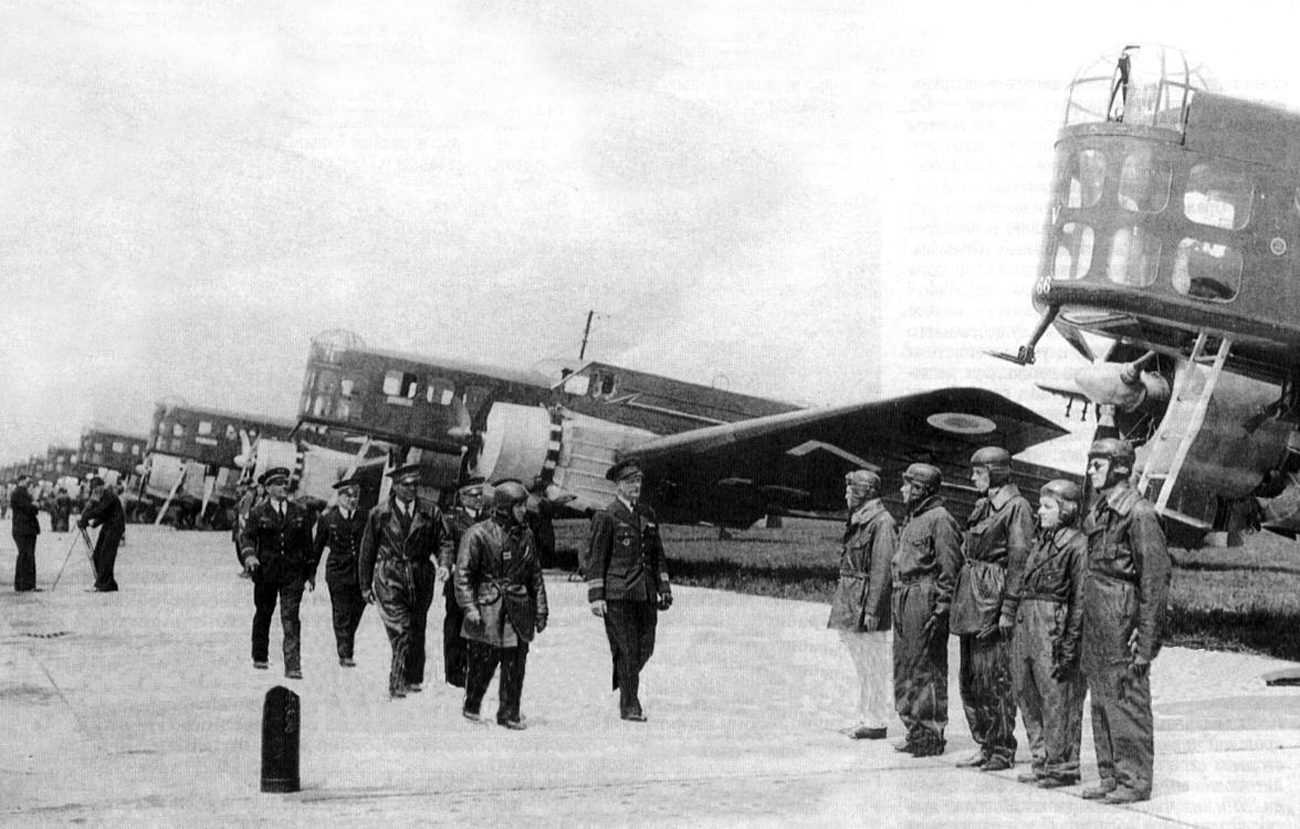
Французький MB.210 з екіпажем. 1936 рік.

Бойовий дебют MB.210 відбувся під час громадянської війни в Іспанії, республіканський уряд якої закупи три (за іншими даними чотири) літаки літом 1936 року. В Іспанії вони використовувались для патрулювання узбережжя Середземного моря і бомбардувальних місій проти цілей на Балеарських островах.
Станом на 1 вересня 1939 року MB.210 стояли на озброєнні 12 груп французьких ВПС, також в цей час почалось переоснащення на новіші Amiot 351. До початку німецького наступу переозброєння не було завершене і в бойових частинах залишалось близько 120 MB.210. Перший бойовий виліт в Франції відбувся тільки 16 травня проти цілей біля Рейну. Наступний місяць бомбардувальні вильоти продовжувались, а 17 червня всі вцілілі літаки було відведено в Алжир. За час кампанії було втрачено 10 MB.210, ще 9 було списано через пошкодження.
В складі ВПС режиму Віші MB.210 використовувались як транспортні. Близько 40 літаків було захоплено Німеччиною, згодом 6 було передано Болгарії.
В 1937-38 роках 24 MB.210 купила Румунія. Вони використовувались під час німецько-радянської війни до початку 1942 року. Після цього їх перевели в навчальні частини.

## Тактико-технічні характеристики

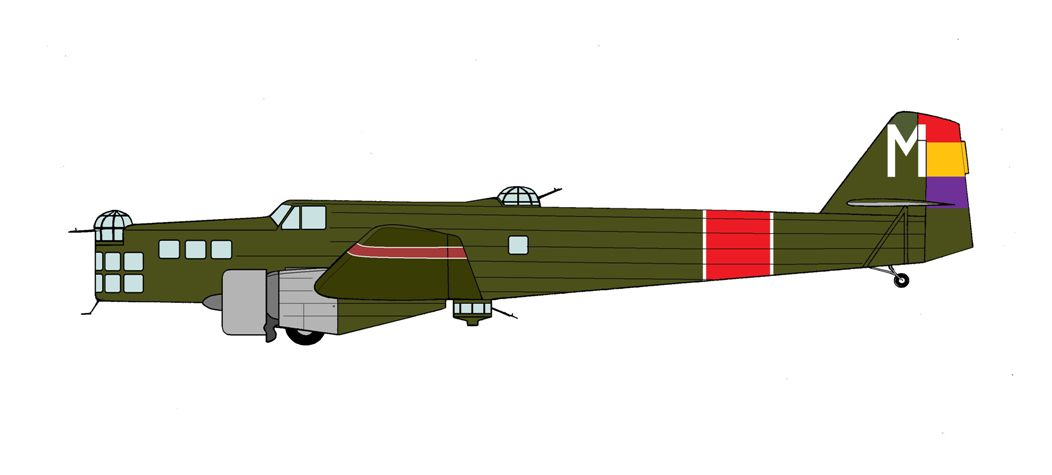
MB.100 в камуфляжі Іспанської республіки

Дані з Ударная авиация Второй Мировой — штурмовики, бомбардировщики, торпедоносцы

### Технічні характеристики
- Довжина: 18,83 м
- Висота: 6,7 м
- Розмах крила: 22,81 м
- Площа крила: 64,3 м²
- Маса порожнього: 6400 кг
- Маса спорядженого: 9700 кг
- Максимальна злітна маса: 10 200 кг
- Двигуни: 2 × Gnome-Rhône 14N10/11
- Потужність: 2 × 950 к. с.

### Льотні характеристики
- Максимальна швидкість: 332 км/год
- Практична стеля: 9900 м
- Час підйому на 4000 м: 12 хв.

### Озброєння
Захисне
- 1 × 7,5-мм кулемет в носовій башті
- 1 × 7,5-мм кулемет в верхній висувній башті
- 1 × 7,5-мм кулемет в нижній висувній башті

Бомбове
- 1600 кг бомб (8 × 200 кг) в бомбовому відсіку